# George C. Pendleton
George Cassety Pendleton, född 23 april 1845 i Coffee County, Tennessee, död 19 januari 1913 i Temple, Texas, var en amerikansk demokratisk politiker. Han var viceguvernör i Texas 19 januari 1891–17 januari 1893. Han representerade Texas sjunde distrikt i USA:s representanthus 1893–1897.
Pendleton flyttade 1857 med sina föräldrar till Texas och deltog i amerikanska inbördeskriget i Amerikas konfedererade staters armé. Efter kriget studerade han en tid, var sedan handelsresande i tolv år och senare jordbrukare. 
Pendleton tjänstgjorde som Jim Hoggs viceguvernör i två år och blev sedan invald i USA:s representanthus i kongressvalet 1892. Efter två mandatperioder i representanthuset återvände han till Texas där han var verksam inom bankbranschen och studerade juridik. År 1900 inledde han sin karriär som advokat som varade till hans död år 1913. Pendletons grav finns på Hillcrest Cemetery i Temple.